# نجمی‌آباد
نجمی‌آباد روستایی در دهستان زیدآباد بخش زیدآباد شهرستان سیرجان استان کرمان ایران است.

## جمعیت
بر پایه سرشماری عمومی نفوس و مسکن در سال ۱۳۹۵ جمعیت این مکان ۲۹۸ نفر (۸۲خانوار) بوده‌است.